# هاري أوم باندي
هاري أوم باندي هو سياسي هندي ينتمي إلى حزب بهاراتيا جاناتا . هو عضو في البرلمان، اعتبارًا من عام 2014. فاز في الانتخابات العامة الهندية، 2014 من أمبيدكار ناجار (دائرة لوك سابها) في ولاية أوتار براديش . هزم أقرب منافسيه Rakesh Pandey من حزب بهوجان ساماج (BSP) بفارق 139.429 صوت  إنه أول شخص من حزب بهاراتيا جاناتا يفوز بدائرة Ambedkar nagar الانتخابية.   وهو أيضا ابن عم باحث NRI كوشليندرا تريباثي. 

## المناصب التي تقلدها
- أيار (مايو) 2014: تم انتخابه حتى اليوم السادس عشر
- 1 سبتمبر 2014 فصاعدًا: عضو، اللجنة الدائمة لتنمية الموارد البشرية ؛ عضو اللجنة الاستشارية، وزارة شؤون الشباب والرياضة [6]